# Provincia de Sidi Bel Abbes
La provincia de Sidi Bel Abbes (en árabe: ولاية سيدي بلعباس) es una de las provincias o valiatos de Argelia, situada en el noroeste del país. Su capital es la ciudad homónima.

## Municipios con población en abril de 2008
- Aïn Adden 2,886
- Aïn El Berd 16,013
- Aïn Kada 1,985
- Aïn Thrid 2,373
- Aïn Tindamine 2,476
- Amarnas 11,293
- Badredine El Mokrani 6,200
- Belarbi 8455
- Chelia 5,688
- Ben Badis 20,346
- Bir El Hammam 2,668
- Boudjebaa El Bordj 3,126
- Boukhanafis 10,520
- Chettouane Belaila 5,210
- Dhaya 5,163
- El Haçaiba 2,895
- Hassi Dahou 6,043
- Hassi Zahana 7,426
- Lamtar 7,530
- Makedra 2,475
- Marhoum 5,383
- M'Cid 3,499
- Merine 7,705
- Mezaourou6,870
- Mostefa Ben Brahim 9,268
- Moulay Slissen 5,672
- Oued Sebaa 4,301
- Oued Sefioun 5,886
- Oued Taourira 1,249
- Ras El Ma 18,644
- Redjem Demouche 2,676
- Sehala Thaoura 2,338
- Sfisef 29,696
- Sidi Ali Benyoub 11,654
- Sidi Ali Boussidi 9,715
- Sidi Bel Abbès 212,935
- Sidi Brahim 10,371
- Sidi Chaib 4,411
- Sidi Daho des Zairs 5,033
- Sidi Hamadouche 9,968
- Sidi Khaled 7,167
- Sidi Lahcene 20,999
- Sidi Yacoub 4,485
- Tabia 5,761
- Tafissour 2,515
- Taoudmout 2,343
- Teghalimet 7,549
- Telagh 24,594
- Tenira 10,049
- Tessala 7,499
- Tilmouni 8,949
- Zerouala 4,790

## División administrativa
La provincia está dividida en 15 dairas (distritos), que a su vez se dividen en 52 comunas (ciudades). Algunas de las comunas son: Tessala, Sidi Ali Benyoub y Sidi-Brahim.